# Spybollsmal
Spybollsmal (Trichophaga scandinaviella) är en fjärilsart som beskrevs av Aleksei Konstantinovich Zagulajev 1960. Spybollsmal ingår i släktet Trichophaga och familjen äkta malar. Enligt den finländska rödlistan är arten nära hotad i Finland. Enligt den svenska rödlistan är arten nära hotad i Sverige. Arten förekommer i Götaland, Gotland, Nedre Norrland och Övre Norrland. Artens livsmiljö är stränder vid Östersjön. Inga underarter finns listade i Catalogue of Life.